# Acoustica (Adam Bomb)
Acoustica è l'ottavo album di Adam Bomb, pubblicato dall'etichetta discografica Coalition Records nel 2004.

## Tracce
1. Kick It Out
2. Guitarra
3. Saluda A Lola
4. Time Flies
5. Magenta Sky
6. Cheyenne
7. Airport Called Sad
8. You'll Never Know
9. You Take Me Away
10. Lost in Time
11. Field of Bad Dreams
12. I Believe
13. More or Less
14. New York Child
15. Macdougal Street
16. Heaven Come to Me
17. Grey
18. Down the Hole
19. Hug Me 'til Ya Drug Me
20. One Step Closer

## Musicisti
- Adam Bomb - Voce, Chitarra, Basso
- Danny Steiner - Batteria
- Ted Wolf - Batteria
- Sandy Slavin - Batteria
- Bobby Chounaird - Batteria
- Steve James - Basso
- Phil Feit - Basso
- Kenny Aaronson - Basso
- Tim Stevens - Basso
- Steve Stevens - Chitarra
- Mick Taylor - Chitarra
- Nicky Hopkins - Tastiere
- Alan St. John - Tastiere
- Smitty Smith - Armonica
- Barbara Paige - Voce addizionale